# Juan Pruneda y Cañal
Juan Pruneda y Cañal fue un arquitecto y escultor español. Nació en la villa de Sariego en 1755.
Su formación corrió a cargo de su hermano Francisco. En 1791 consiguió el cargo de maestro de obras en la Catedral de Oviedo, sustituyendo en este puesto a José Bernardo de la Meana. Dirigió desde su nuevo puesto todas las obras realizadas en la catedral ovetense, siendo su primera reparación la restauración de la torre que había sido dañada por un rayo en 1803.
Entre 1806 y 1808 se embaldosó el suelo de la catedral, momento en que se interrumpieron las obras debido a la insurrección contra los franceses.
Falleció en Oviedo en 1816.